# Pentafluoruro di bromo
Il pentafluoruro di bromo è il composto chimico interalogeno con formula BrF5, dove il bromo ha numero di ossidazione +5. In condizioni standard è un liquido giallo chiaro fumante, con odore pungente. È disponibile in commercio, ed è un composto molto tossico e reattivo. Ha proprietà fluoruranti molto forti, anche se meno dell'analogo interalogeno ClF5.

## Struttura
BrF5 è un composto molecolare. La molecola ha struttura a piramide quadrata, con simmetria C4v, in accordo con la teoria VSEPR. Le distanze di legame Br–F sono quelle indicate nella figura. Al di sopra di 450 K la molecola è stereochimicamente non-rigida, come evidenziato da misure di spettroscopia RMN 19F.

## Sintesi
BrF5 fu sintetizzato per la prima volta nel 1931 per reazione diretta tra bromo e fluoro.  La reazione è adatta alla preparazione di grosse quantità di prodotto, ed è condotta a 150 °C con un eccesso di fluoro:
{\displaystyle {\ce {Br2 + 5F2 -> 2BrF5}}}
Per preparare piccole quantità si usano fluoro e bromuro di potassio:
{\displaystyle {\ce {KBr + 3F2 -> KF + BrF5}}}
In questo modo si ottiene BrF5 non contaminato da trifluoruri e altre impurità.

## Reattività
BrF5 è un composto estremamente reattivo. Reagisce esplosivamente con acqua per formare acido bromico e HF:
{\displaystyle {\ce {BrF5 + 3H2O -> HBrO3 + 5HF}}}
È un fluorurante molto energico, anche se meno di ClF5 e ClF3. A temperatura ambiente converte la maggior parte dei composti di uranio in UF6. Ad alta temperatura riesce a fluorurare anche silicati:
{\displaystyle {\ce {KAlSi3O8 + 8BrF5 -> KF + AlF3 + 3SiF4 + 4O2 + 8BrF3}}}
Può fluorurare i perbromati formando fluoruro di perbromile, BrO3F, e fluoruro di bromile, BrO2F:
{\displaystyle {\ce {2KBrO4 + BrF5 + 2HF -> 2BrO3F + BrO2F + 2KHF2}}}
Usando un agente fluorurante e ossidante fortissimo come [KrF]+[AsF6]–, da BrF5 si può ottenere lo ione [BrF6]+, dove il bromo raggiunge lo stato di ossidazione +7:
{\displaystyle {\ce {[KrF]+[AsF6]- + BrF5 -> [BrF6]+[AsF6]- + Kr}}}
BrF5 può agire come accettore di ioni fluoruro anche per formare lo ione ottaedrico [BrF6]–:
{\displaystyle {\ce {BrF5 + CsF -> CsBrF6}}}

## Usi
BrF5 è disponibile in commercio, e viene usato come agente fluorurante più pratico da maneggiare rispetto al fluoro, dato che a temperatura ambiente è liquido e non gassoso. Viene utilizzato per reazioni di fluorurazione sia di sostanze organiche che inorganiche (ad esempio, nella lavorazione dei combustibili nucleari). Si usa anche come ossidante in combustibili liquidi per razzi.

## Sicurezza
BrF5 è un composto chimico molto pericoloso. È fortemente corrosivo per la pelle, e i vapori sono irritanti per occhi, pelle e mucose. L'esposizione a 100 ppm per pochi minuti risulta letale in animali da laboratorio. L'esposizione cronica può causare danni a reni e fegato. Per contatto con acqua sviluppa HF, anch'esso tossico e corrosivo. Può infiammarsi o esplodere a contatto con sostanze organiche o metalli in polvere.